# Nadja Weiss
Vera Nadja Catherine Palmstierna Weiss, född 16 november 1972 i Stockholm, är en svensk skådespelare, manusförfattare och regissör. Hon är dotter till Peter Weiss och Gunilla Palmstierna-Weiss.
Weiss studerade vid Teaterhögskolan i Stockholm 1991–1994, och efter praktiktiden på Stockholms stadsteater engagerades hon vid Dramaten. Hon har även medverkat i flera uppsättningar vid Radioteatern. Hon filmdebuterade 1984 som barnskådespelare i Ingmar Bergmans Efter repetitionen.
Weiss har medverkat i en rad olika teateruppsättningar genom åren, främst på Dramaten i Stockholm. År 2009 började hon även att regissera. År 2013 skrev hon pjäsen Undertiden som hon även regisserade för Elverket. År 2015 regisserade hon de uppmärksammade föreställningarna Mannen utan minne för Dramaten och Rädsla urholkar själen för Stockholms Stadsteater.

## Filmografi
- 1984 – Efter repetitionen
- 1997 – Grötbögen
- 1997 – Tic Tac
- 2006 – Fallet G
- 2008 – Sthlm (TV-serie)
- 2013 – Den fördömde (TV-serie)

## Teater

### Roller (ej komplett)
| År   | Roll                         | Produktion                                                           | Regi                  | Teater                 |
| ---- | ---------------------------- | -------------------------------------------------------------------- | --------------------- | ---------------------- |
| 1995 | Eliante                      | Misantropen (Le misanthrope) Molière                                 | Ingmar Bergman        | Dramaten               |
| 1997 | Dunjasja                     | Körsbärsträdgården (Вишнёвый сад eller Visjnjovyj sad) Anton Tjechov | Peter Langdal         | Dramaten               |
| 2001 | Helena Charles               | Se dig om i vrede (Look Back in Anger) John Osborne                  | Christian Tomner      | Dramaten               |
| 2004 | Prinsessan Yang              | Tre knivar från Wei Harry Martinson                                  | Staffan Valdemar Holm | Dramaten               |
| 2004 | Carol Melkett                | Black Comedy Peter Schaffer                                          | Staffan Roos          | Dramaten               |
| 2005 | Mariana                      | Lika för lika (Measure for Measure) William Shakespeare              | Yannis Houvardas      | Dramaten               |
| 2006 | Carola Sörensson             | Pinocchios aska (Pinocchios aske) Jokum Rohde                        | Anna Novovic          | Dramaten               |
| 2006 | Kvinnan Violoa               | Klimax Lisa Langseth                                                 | Öllegård Goulos       | Dramaten               |
| 2007 | Erika                        | Bussen (Der Bus) Lukas Bärfuss                                       | Michaela Granit       | Dramaten               |
| 2007 | Lenka                        | Rock'n'roll Tom Stoppard                                             | Margareta Garpe       | Stockholms stadsteater |
| 2008 | Erna                         | Kasimir och Karoline (Kasimir und Karoline) Ödon von Horvath         | Michael Thalheimer    | Dramaten               |
| 2009 | Bertha Blanche               | Jane Eyre Charlotte Brontë                                           | Ellen Lamm            | Dramaten               |
| 2010 | Alice Jabba Buthaina Shaaban | Jerusalem 2010 Eva Bergman                                           | Eva Bergman           | Dramaten               |
| 2013 | Margret                      | Woyzeck Georg Büchne                                                 | Michael Thalheimer    | Dramaten               |
| 2015 | Sjuksköterskan               | Barnet Jon Fosse                                                     | Johannes Holmen Dahl  | Dramaten               |
| 2017 |                              | Bråttom, bråttom Mattias Fransson och Sven Björklund                 | Birgitta Egerbladh    | Dramaten               |
| 2017 | Maria                        | Uppenbarelsen Mattias Andersson                                      | Mattias Andersson     | Dramaten               |
| 2020 |                              | Berusade (Пьяные, Pyanye) Ivan Vyrypaev                              | Tobias Theorell       | Dramaten               |

### Regi (ej komplett)
| År   | Produktion                                   | Upphovsmän                                                        | Teater                 |
| ---- | -------------------------------------------- | ----------------------------------------------------------------- | ---------------------- |
| 2009 | Törst                                        | Sarah Kane                                                        | Dramaten               |
| 2013 | Undertiden                                   | Nadja Weiss                                                       | Dramaten               |
| 2014 | Nico Sphinx of Ice                           | Werner Fritsch                                                    | Dramaten               |
| 2015 | Mannen utan minne Mies vailla menneisyyttä   | Aki Kaurismäki Bearbetning Irena Kraus                            | Dramaten               |
| 2015 | Rädsla urholkar själen Angst essen Seele auf | Rainer Werner Fassbinder Bearbetning Irena Kraus                  | Stockholms stadsteater |
| 2024 | Kärlek på svenska                            | Irena Kraus och Nadja Weiss fritt efter Staffan Juléns dokumentär | Dramaten               |

## Priser och utmärkelser
- 2017 – Medeapriset